# Luigi Silvestrelli
Luigi Silvestrelli (* 23. September 1901 in Rom; †) war ein italienischer Diplomat.

## Leben
Luigi Silvestrelli war der Sohn von Elisabetta Ziegler und Giulio Silvestrelli.
Er trat im Juli 1925 in den auswärtigen Dienst.
Von 1935 bis 1936 war er Gesandtschaftssekretär erster Klasse in Prag.
1938 war er Gesandtschaftssekretär erster Klasse in Montevideo.
Am 29. und 30. März 1942 gehörte Silvestrelli zu Entourage von Benito Mussolini aus Vittorio Ambrosio, Antonio Gandin, Giuseppe Cordero Lanza di Montezemolo, Colonel Annibale Gallo (1894–1980), Colonel Jannuzzi, Captain Hausbrandt, Privatsekretär Niccolo de Cesare, Leibarzt Arnaldo Pozzi, Guido Leto, (Organizzazione di Vigilanza e Repressione dell’Antifascismo), Giuseppe Stracca (Befehlshaber der italienischen Polizei) sowie Vincenzo Agnesina (Polizeibeauftragter), die in Schloss Kleßheim bei Salzburg mit Adolf Hitler, Hans Georg von Mackensen, Friedrich-Karl von Plehwe und Eugen Dollmann beschlossen Tobruk anzugreifen.
Von 1945 bis 1948 war er Gesandtschaftssekretär erster Klasse in Washington, D.C.
Von 1949 bis 1950 war er Konsul in Rio de Janeiro.
1951 war er Ministre plénipotentiaire in Managua.
Von 1952 bis Januar 1956 war er Generalkonsul in München.
Von Februar 1956 bis 10. Mai 1957 war er Botschafter in Damaskus.
Von 10. Mai 1957 bis 17. August 1961 war er Botschafter in Prag. Von Dezember 1950 bis 1968 strahlte Radio Praha, Oggi in Italia, eine Fernsehsendung von Migranten der Kommunistischen Partei Italiens aus. Am 7. November 1958 übergab Sivestrelli eine Note an Jiří Hájek, in der ein zeitweiliges Aussetzen der Sendung für eine Fortsetzung der diplomatischen Beziehungen der Regierungen der Tschechoslowakei und Italiens in den Raum gestellt wurde.
Luigi Silvestrelli wurde am 2. Juni 1961 mit dem Großoffizierskreuz des Verdienstordens der Italienischen Republik ausgezeichnet.